# František Pokorný (choreograf)
František Pokorný (23. února 1933, Okříšky — 24. května 2025, Praha) byl český choreograf, režisér, tanečník, pedagog a kritik.

## Biografie
František Pokorný se narodil v roce 1933 v Okříškách nedaleko Třebíče, mezi lety 1945 a 1952 vystudoval gymnázium v Jihlavě a následně nastoupil na Pedagogickou fakultu Univerzity Karlovy v Praze, tu ukončil v roce 1956 a v letech 1957 až 1962 studoval HAMU, kde u profesora Jana Reimosera vystudoval taneční katedru. Mezi lety 1954 a 1959 pracoval jako tanečník ÚSMV a mezi lety 1961 a 1969 působil jako umělecký vedoucí a choreograf moderního tance Vysokoškolského uměleckého souboru Univerzity Karlovy. V roce 1969 nastoupil na pozici choreografa v divadle Semafor, tam pracoval do roku 1971, kdy odešel do Liberce, kde mezi lety 1971 a 1993 působil jako šéf baletu a choreograf v divadle F. X. Šaldy. Mezitím v letech 1984 a 1988 působil také jako šéf baletu Československé televize. Mezi lety 1992 a 1994 působil jako pedagog na DAMU.
V roce 1988 pak také v Liberci založil Experimentální taneční školu, působil také jako recenzent a kritik. V roce 1961 stál u obnovy měsíčníku Taneční listy.